# Finotina polychroma
Finotina polychroma är en insektsart som beskrevs av Marius Descamps och Wintrebert 1967. Finotina polychroma ingår i släktet Finotina och familjen gräshoppor. Inga underarter finns listade i Catalogue of Life.